# Église Saint-Georges de Glennes
L'église Saint-Georges est une église catholique située aux Septvallons dans la commune déléguée de Glennes, en France.

## Localisation
L'église est située dans le département français de l'Aisne, sur la commune des Septvallons dans la commune déléguée de Glennes.

## Protection
L'édifice est classé au titre des monuments historiques en 1910.